# Bachdjerrah
Bachedjerah là một đô thị thuộc tỉnh Alger, Algérie. Dân số thời điểm năm 2002 là 90.073 người.